# Хоругва Бобринця

## Історія
Затверджена у 2002 р.

## Опис
Синє квадратне полотнище із жовтою лиштвою та жовтим кругом посередині, в якому — чорна дрофа, ширина лиштви дорівнює 1/10, діаметр круга — 1/3 сторони прапора.

## Символіка
Дрофа представляє рід птахів, які колись були характерними мешканцями тутешніх степів. Крім того, дрофа символізує взаємозв'язок землі та повітря, що надає гербу та прапору міста філософського значення єдності матерії і духу.